# Kazimierz Marcinkiewicz
Kazimierz Marcinkiewiczⓘ (ur. 20 grudnia 1959 w Gorzowie Wielkopolskim) – polski polityk, nauczyciel i urzędnik, w latach 2005–2006 prezes Rady Ministrów.
W latach 1992–1993 wiceminister edukacji narodowej w rządzie Hanny Suchockiej, w latach 1997–2006 poseł na Sejm III, IV i V kadencji, w 2006 przewodniczący Komitetu Integracji Europejskiej, w 2001 przewodniczący klubu parlamentarnego Prawa i Sprawiedliwości, jeden z liderów PiS w pierwszych latach jego istnienia, w 2006 pełniący funkcję prezydenta miasta stołecznego Warszawy, w latach 2007–2008 dyrektor w Europejskim Banku Odbudowy i Rozwoju w Londynie.

## Życiorys

### Wykształcenie
W 1984 ukończył fizykę na Wydziale Matematyczno-Fizyczno-Chemicznym Uniwersytetu Wrocławskiego, a w 1992 studia podyplomowe z administracji na Wydziale Prawa i Administracji Uniwersytetu im. Adama Mickiewicza w Poznaniu. Ukończył również szkolenia w Studium Fundacji Boscha (struktura i funkcjonowanie szkolnictwa wyższego w Niemczech) oraz w Centrum Ośrodka Doskonalenia Nauczycieli w Warszawie.
Podjął także studia doktoranckie na Wydziale Nauk Ekonomicznych i Zarządzania Uniwersytetu Szczecińskiego (pod kierunkiem profesor Teresy Lubińskiej, późniejszej minister finansów w jego rządzie).

### Działalność zawodowa do lat 90.
W latach 1982–1989 był nauczycielem matematyki i fizyki w Szkole Podstawowej nr 17 w Gorzowie Wielkopolskim, następnie wicedyrektorem jednego z zespołów szkół ogólnokształcących w tym mieście (1989–1990), kuratorem oświaty w województwie gorzowskim (1990–1992), wiceministrem edukacji narodowej w rządzie Hanny Suchockiej (1992–1993), wicedyrektorem Wojewódzkiego Ośrodka Metodycznego w Gorzowie Wielkopolskim (1994–1995) i dyrektorem Zespołu Kolegiów Nauczycielskich (1995–1997). Był również głównym inicjatorem powołania Państwowej Wyższej Szkoły Zawodowej w Gorzowie Wielkopolskim. W latach 1994–1998 pełnił funkcję prezesa zarządu Fundacji na rzecz Gorzowskiej Szkoły Wyższej, a od 1997 przewodniczył konwentowi PWSZ. Został działaczem funkcjonującego przy tej uczelni pierwszoligowego klubu koszykarskiego kobiet (AZS PWSZ Gorzów).

### Działalność polityczna do 2005
W drugiej połowie lat 80. współpracował z wydawnictwami niezależnymi, m.in. pismem „Feniks”, był też członkiem redakcji katolickiego pisma „Aspekty”. Należał do Niezależnego Samorządnego Związku Zawodowego „Solidarność”, był również założycielem Gorzowskiego Klubu Politycznego „Ład i Wolność” (1988).
W 1989 brał udział w zakładaniu Zjednoczenia Chrześcijańsko-Narodowego. Od 1994 kierował zarządem regionu ZChN w Gorzowie Wielkopolskim, w latach 1994–1998 zasiadał w zarządzie głównym tej partii. Opowiadał się za ochroną wartości chrześcijańskich w życiu politycznym i społecznym. Jako wiceminister edukacji sprzeciwiał się wprowadzeniu wychowania seksualnego do programów nauczania.
Od 1997 do 2006 sprawował mandat posła na Sejm III, IV i V kadencji. W latach 1999–2000 był szefem Gabinetu Politycznego premiera Jerzego Buzka. W 2001 opublikował książkę Pracowitość i uczciwość w polityce.
W Sejmie III kadencji był członkiem klubu parlamentarnego Akcji Wyborczej Solidarność. W 2001 wraz z grupą innych działaczy m.in. ZChN współtworzył Przymierze Prawicy. Gdy w 2002 doszło do przyłączenia się Przymierza Prawicy do Prawa i Sprawiedliwości, został członkiem PiS. Od 5 lipca do 5 października 2001 przewodniczył klubowi parlamentarnemu tej partii w Sejmie III kadencji. Był także prezesem regionu lubuskiego PiS. W Sejmie IV kadencji kierował Komisją Skarbu Państwa (po rezygnacji Wiesława Walendziaka w 2004). W 2003 wraz z Wiesławem Walendziakiem założył Instytut Środkowoeuropejski – wydawcę dwumiesięcznika „Międzynarodowy Przegląd Polityczny”.
Od lat 90. związany także ze środowiskami katolickimi. W latach 1995–1998 był członkiem Diecezjalnej Rady Duszpasterskiej. Pełnił też funkcję prezesa Towarzystwa Szkoły Katolickiej. Działał w Stowarzyszeniu Dziennikarzy Katolickich oraz Stowarzyszeniu Rodzin Katolickich. Za wypowiedzi pod adresem osób homoseksualnych był krytykowany w 2005 i 2006 przez Amnesty International oraz Human Rights Watch.

### Prezes Rady Ministrów

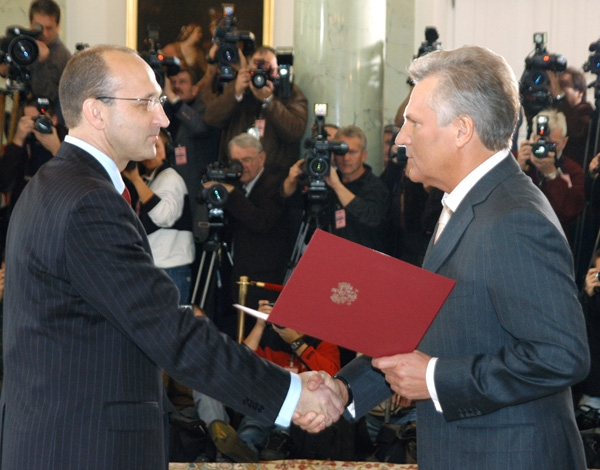
Uroczystość zaprzysiężenia Kazimierza Marcinkiewicza na premiera przez prezydenta Aleksandra Kwaśniewskiego

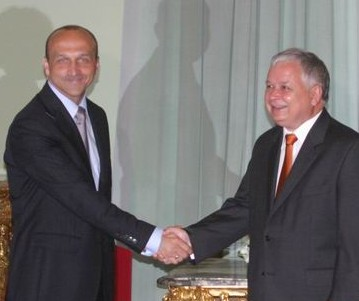
Kazimierz Marcinkiewicz i Lech Kaczyński

27 września 2005 Jarosław Kaczyński wyznaczył Kazimierza Marcinkiewicza jako kandydata PiS na stanowisko premiera po zwycięskich dla tej partii wyborach parlamentarnych. 19 października został desygnowany, a 31 października zaprzysiężony na tę funkcję przez prezydenta RP Aleksandra Kwaśniewskiego. 10 listopada jego rząd uzyskał w Sejmie wotum zaufania.
4 stycznia 2006, po dymisji Andrzeja Mikosza, tymczasowo pełnił obowiązki ministra skarbu państwa do czasu powołania na to stanowisko Wojciecha Jasińskiego.
7 lipca 2006 poinformował komitet polityczny PiS o zamiarze podania się do dymisji. Organ ten zarekomendował Jarosława Kaczyńskiego na stanowisko prezesa Rady Ministrów. 10 lipca prezydent Lech Kaczyński przyjął dymisję jego gabinetu, obowiązki premiera Kazimierz Marcinkiewicz pełnił do 14 lipca tego samego roku.

### Działalność polityczna i zawodowa od 2006

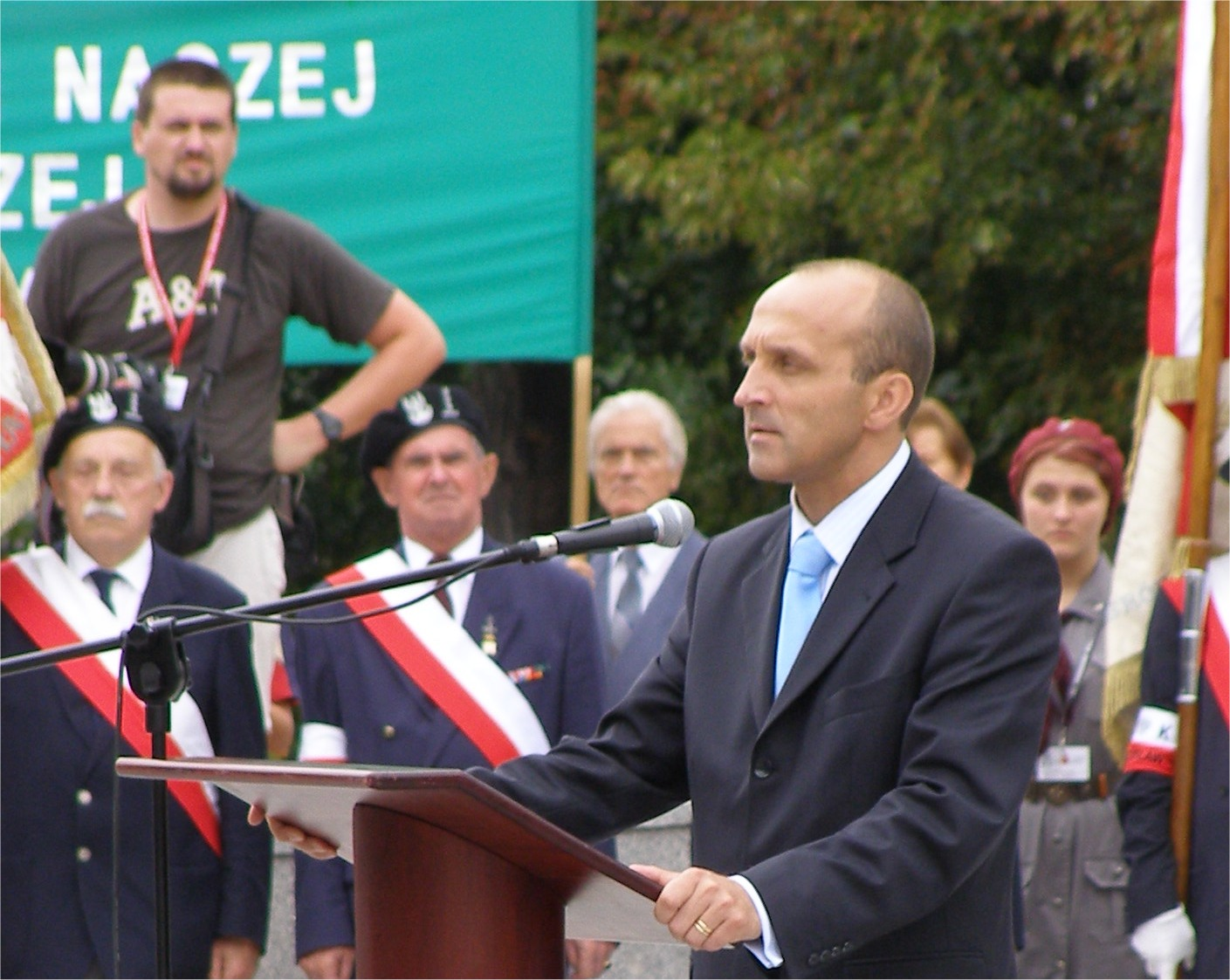
Kazimierz Marcinkiewicz podczas obchodów 62. rocznicy powstania warszawskiego (2006)

18 lipca 2006 został powołany przez premiera Jarosława Kaczyńskiego na stanowisko pełniącego funkcję prezydenta m.st. Warszawy. Urząd objął 20 lipca, zastępując na tym stanowisku Mirosława Kochalskiego. W związku z objęciem funkcji wygasł jego mandat poselski.
Był kandydatem Prawa i Sprawiedliwości na prezydenta Warszawy w wyborach samorządowych w 2006. W I turze wyborów zajął pierwsze miejsce z wynikiem 38,42% (272 050 głosów). W II turze przegrał z Hanną Gronkiewicz-Waltz (z Platformy Obywatelskiej), uzyskując 46,82% (329 309 głosów). Przekazanie władzy nowej prezydent nastąpiło 2 grudnia tego samego roku.
W styczniu 2007 rozpoczął pracę jako doradca p.o. prezesa Powszechnej Kasy Oszczędności Banku Polskiego Sławomira Skrzypka. Startował w konkursie na prezesa banku PKO BP, ale wycofał się z kandydowania. 1 marca 2007 rozpoczął pracę w Europejskim Banku Odbudowy i Rozwoju, gdzie zasiadał w Radzie Dyrektorów jako reprezentant Polski. W 2007 ukazał się wywiad rzeka Marcinkiewicz – kulisy władzy (autorstwa Kazimierza Marcinkiewicza, Piotra Zaremby i Michała Karnowskiego). W latach 2008–2013 był zatrudniony w Goldman Sachs Group Incorporated.
Również w 2007 odszedł z Prawa i Sprawiedliwości. Informacja o jego rezygnacji z członkostwa w PiS miała być nieupubliczniana przed 21 października 2007. Od tego samego roku deklarował poparcie dla Platformy Obywatelskiej. W lutym 2013 wraz z m.in. Romanem Giertychem i Michałem Kamińskim założył think tank Instytut Myśli Państwowej.
W 2023 został starszym doradcą jednego z szejków w Zjednoczonych Emiratach Arabskich.

## Życie prywatne
Syn Teresy i Mariana. Ojciec był kierownikiem kin w Gorzowie Wielkopolskim, członkiem Polskiej Zjednoczonej Partii Robotniczej i działaczem Towarzystwa Przyjaźni Polsko-Radzieckiej.
W 2016 podczas pobytu we Włoszech przeszedł zawał mięśnia sercowego.
W czerwcu 2021 wziął udział w charytatywnej walce bokserskiej w ramach Collins Charity Fight Night. Zmierzył się z Rafałem Collinsem, a walka zakończyła się remisem.
Dwukrotnie żonaty. Z pierwszą żoną Marią, z którą rozwiódł się w 2009, ma czworo dzieci. Po raz drugi ożenił się w sierpniu 2009 z Izabelą Olchowicz, z którą rozwiódł się w 2018. Jego bracia Arkadiusz i Mirosław oraz syn Maciej także zaangażowali się w działalność polityczną.

## Wyniki wyborcze
| Wybory | Komitet wyborczy          | Komitet wyborczy                      | Organ             | Okręg            | Wynik        |
| ------ | ------------------------- | ------------------------------------- | ----------------- | ---------------- | ------------ |
| 1993   |                           | Katolicki Komitet Wyborczy „Ojczyzna” | Sejm II kadencji  | nr 12            | 3854 (2,27%) |
| 1997   |                           | Akcja Wyborcza Solidarność            | Sejm III kadencji | nr 12            | 9428 (6,25%) |
| 2001   |                           | Prawo i Sprawiedliwość                | Sejm IV kadencji  | nr 8             | 8367 (2,68%) |
| 2005   | Sejm V kadencji           | Prawo i Sprawiedliwość                | 19 305 (7,14%)    | nr 8             |              |
| 2006   | Prezydent m. st. Warszawy | Prawo i Sprawiedliwość                | –                 | 272 050 (38,67%) |              |
| 2006   | Prezydent m. st. Warszawy | Prawo i Sprawiedliwość                | –                 | 329 309 (46,82%) |              |

## Odznaczenia i wyróżnienia
- Oficer Legii Honorowej – Francja (2007)[26]
- Odznaka Honorowa za Zasługi dla Województwa Lubuskiego (2006)[27]
- „Cyberpolityk 2003” (2003)[28]
- Wiktor 2005 w kategorii polityk[28] (2006)